# Recuite
La recuite ou recuècha ou encore recuòcha (dialecte rouergat) est l'appellation d'un fromage de lactosérum de l'Aveyron méridional et de l'est du Tarn. Recuite, c' est aussi la technique d'obtention et le nom générique des fromages de lactosérum que l'on retrouve dans d'autres langues (ricotta par exemple).

## Fabrication
Le produit de base est le petit-lait (gaspa) de  brebis (feda) recueilli lors de l'élaboration du pérail (peralh, fromage frais et gras). La gaspa est chauffée dans une marmite suffisamment de temps pour que des grumeaux apparaissent en surface ; ceux-ci sont  récupérés avec une écumoire et déposés dans un moule.
La coagulation de la protéine du petit-lait n'est possible qu'à haute température (80-90 °C). Les protéines concernées sont, en particulier, l'albumine et la globuline.

## Consommation
La recuite se consomme habituellement nature ou bien sucrée (miel, confiture, compote de fruits...) dans son pays d'élaboration. La recuite sert aussi à l'élaboration de la flaune (flauna).